# 시바타혼촌
시바타혼촌(新発田本村)은 니가타현 기타칸바라군에 설치되었던 촌이다. 현재의 시바타시에 해당한다.

## 역사
- 1889년 (메이지 22년) 4월 1일 - 정촌제가 시행되면서 기타칸바라군에 위치한 옛 시바타성 아래 무가의 부지가 이를 따라 촌제를 시행해, 기타칸바라군 시바타혼촌이 발족했다.
- 1901년 (메이지 34년) 11월 1일 - 시바타정에 합병되어 현재의 시바타정이 되며 사라졌다.